# 甘松属
甘松属是忍冬科下的一个属，属内只有一个种，即甘松。

## 下属物种
本属包括以下物种：
- 甘松 Nardostachys jatamansi (D.Don) DC.，异名：Nardostachys grandiflora Wall.